# Slokdarm
De slokdarm of oesofagus (alternatieve spelling oesophagus)  is een onderdeel van het spijsverteringsstelsel. De slokdarm is het gedeelte van het maag-darmkanaal tussen de mond of bek en de maag.  Alle zoogdieren en veel andere dieren hebben een slokdarm. 
De slokdarm is bij mensen ongeveer 30 centimeter lang, heeft een gemiddelde diameter van 2 centimeter en begint aan de bovenkant in de farynx of keelholte om te eindigen aan de andere kant bij de maag. Er zijn vier vernauwingen in de slokdarm. De eerste, de bovenste slokdarmsluitspier, ligt op 15 centimeter van de tandenrij. De tweede en derde vernauwingen bevinden zich ter hoogte van respectievelijk de linker bronchustak en de aorta. De vierde vernauwing ligt net boven de overgang van de slokdarm in de maag, op het niveau van het middenrif en wordt de onderste slokdarmsluitspier genoemd. De belangrijkste functie van de onderste slokdarmsluitspier is het afsluiten van de onderkant van de slokdarm, zodat het terugstromen van maaginhoud naar de slokdarm (reflux) voorkomen wordt.
De slokdarm zelf is bekleed met meerlagig niet-verhoornend plaveiselepitheel. De overgang van slokdarm naar de maag wordt gemarkeerd door een verschil in type epitheelcel en wordt de gastro-oesofageale overgang of Z-lijn genoemd.
Twee spierlagen zorgen voor de peristaltiek van de slokdarm: een binnenste laag (circulair lopend) en een buitenste laag (longitudinaal, overlangs). In het bovenste een derde deel van de slokdarm bestaan deze buitenste spieren uit dwarsgestreepte spieren en in het onderste deel uit gladde spiercellen.

## Aandoeningen
- Slokdarmkanker
- Slokdarmafsluiting
- Oesofagusvarices of slokdarmspataderen
- Slokdarmspasme

Mond · 
Huig · 
Keel · 
Farynx · 
Strotklepje · 
Slokdarm · 
Maag · 
Twaalfvingerige darm · 
Papil van Vater · 
Alvleesklier · 
Lever · 
Galblaas · 
Nuchtere darm · 
Kronkeldarm · 
Dunne darm · 
Blindedarm · 
Wormvormig aanhangsel · 
Dikke darm · 
Endeldarm · 
Anus